# 33685 Younglove
33685 Younglove è un asteroide della fascia principale. Scoperto nel 1999, presenta un'orbita caratterizzata da un semiasse maggiore pari a 2,5371368 UA e da un'eccentricità di 0,0968617, inclinata di 5,25076° rispetto all'eclittica.